# Mathias Schlung
Mathias Schlung (* 11. Mai 1971 in Göttingen) ist ein deutscher Schauspieler, Sprecher, Moderator, Musicaldarsteller und Comedian.

## Leben
Mathias Schlung wurde von 1992 bis 1996 am Max-Reinhardt-Seminar in Wien unter anderem von Klaus Maria Brandauer, Artak Grigorjan, Karlheinz Hackl und Erni Mangold ausgebildet und dort mit dem Würdigungspreis des Österreichischen Bundesministers für Wissenschaft und Kunst ausgezeichnet.
Sein Erstengagement hatte er im Anschluss daran von 1996 bis 1999 am Deutschen Theater Göttingen.
Nach Stationen am Ernst-Deutsch-Theater in Hamburg, wo er 1999 an der Seite von Gerda Gmelin in Harold und Maude spielte, und dem Schlosstheater Celle kam Mathias Schlung 2001 nach Berlin ans Grips-Theater, wo er bis 2006 im Festengagement war.
Seit 1995 wirkt er auch immer wieder bei den Salzburger Festspielen in Jedermann und Ein Sommernachtstraum mit.
Einem größeren Publikum wurde er seit 2004 durch verschiedene Fernsehformate bekannt. So gehörte er neben Martina Hill, Martin Klempnow, Eray Eğilmez und Frank Streffing zum Hauptcast der von Sat.1 produzierten Comedy-Show Happy Friday, ersetzte 2005 Ralf Schmitz bei Die Dreisten Drei und war in zahlreichen Fernsehserien (Nikola, Polizeiruf 110), Fernsehfilmen und -shows zu sehen.
2009 übernahm Mathias Schlung bei den Nibelungenfestspielen Worms unter der Regie von Gil Mehmert und an der Seite von Christoph Maria Herbst und Susanne Bormann die Hauptrolle in Das Leben des Siegfried.
Immer öfter spielte er in den letzten Jahren auch im Musiktheaterbereich.
So holte ihn Roman Polański 2006 für seine Inszenierung von Tanz der Vampire ans Theater des Westens in Berlin. Dort spielte er auch den Abahachi in der Welturaufführung des Musicals Der Schuh des Manitu (2008–2010). Er war zu sehen als J. Pierrepont Finch in How to Succeed in Business Without Really Trying (2014/16) an der Staatsoper Hannover und der Volksoper Wien und als Seymour in Der kleine Horrorladen an der Oper Bonn (2015/16).
Im Oktober 2016 gab er sein Debüt an der Semperoper in der Uraufführung von The killer in you is the killer in me, my love und kehrt seitdem für unterschiedliche Produktionen regelmäßig an das Haus zurück.
2017 und 2018 wirkte er in Titanic – Das Musical bei den Bad Hersfelder Festspielen mit, 2019 ebendort in Der Prozess.
Ebenfalls 2019 führten ihn Engagements an die Komische Oper Berlin (Roxy und ihr Wunderteam) und an die Oper Graz (Guys and Dolls).
Daneben arbeitet er immer wieder als Sprecher für den Hörfunk und als Moderator.
Mathias Schlung lebt in Berlin.

## Rollen (Theater, Auszug)
- 1999 Ernst-Deutsch-Theater Hamburg: Harold und Maude, Harold, R: Hellmuth Matiasek
- 1995–2001 Salzburger Festspiele: Jedermann, Knecht der Mutter, R: Gernot Friedel
- 2001–2006 Grips-Theater, Berlin: Norway.today, Linie 1 u. a.
- 2006/07 Theater des Westens, Berlin: Tanz der Vampire (Musical), Professor Abronsius, R: Roman Polański
- 2008–2010 Theater des Westens, Berlin: Der Schuh des Manitu, Abahachi, R: Carline Brouwer
- 2009 Nibelungenfestspiele Worms: Das Leben des Siegfried, Seefred, R: Gil Mehmert / Dieter Wedel
- 2011 Freilichtspiele Tecklenburg: Crazy for you, Bela Zangler, R: Andreas Gergen
- 2012 Admiralspalast Berlin: Die Tagebücher von Adam und Eva, Adam, R: Christoph Drewitz
- 2013 Salzburger Festspiele: Ein Sommernachtstraum, Schnock (Löwe)/Bohnenblüte, R: Henry Mason
- 2013/14 Euro-Studio Landgraf: Ein Mann geht durch die Wand (Musical), Dutilleul, R: Gil Mehmert
- 2014/15 Opernhaus (Hannover): How to Succeed in Business Without Really Trying, J. Pierrepont Finch, R: Matthias Davids
- 2015/16 Oper Bonn: Der kleine Horrorladen (Musical), Seymour, R: Erik Petersen
- 2016/17 Semperoper Dresden: The Killer in me is the Killer in you, my love, Kleingerber, R: Manfred Weiß
- 2017 Volksoper Wien: Wie man Karriere macht, ohne sich anzustrengen, J.P. Finch, R: Matthias Davids
- 2017/18 Bad Hersfelder Festspiele: Titanic – Das Musical, Henry Etches, R: Stefan Huber
- 2018 Semperoper Dresden: Das Rätsel der gestohlenen Stimmen, Hund Otto, R: Tom Quaas
- 2019 Komische Oper Berlin: Roxy und ihr Wunderteam, div. Rollen, R: Stefan Huber
- 2019 Bad Hersfelder Festspiele: Der Prozess, Gerichtsdiener, R: Joern Hinkel
- 2019/20 Opernhaus Graz: Guys and Dolls (Musical), Benny Southstreet, R: Henry Mason
- 2020 Semperoper Dresden: Wie werde ich reich und glücklich, Pausback, R: Manfred Weiß
- 2021 Deutsches Theater München: Der Schuh des Manitu, Abahachi, R: Andreas Gergen
- 2022 Bad Hersfelder Festspiele: Notre Dame, Pierre Gringoire, R: Joern Hinkel